# Willy Haas
Willy Haas (7. června 1891 Praha – 4. září 1973 Hamburk) byl německý vydavatel, filmový kritik a scenárista. V letech 1922–1933 pracoval v různých pozicích na 19 filmech. Byl členem poroty na 8. Mezinárodním filmovém festivalu Berlíně.

## Život
Willy Haas byl synem židovského právníka. Studoval právo a v mladém věku se připojil k literárnímu kruhu se svými přáteli Franzem Werfelem, Paulem Kornfeldem a Johannesem Urzidilem. Měl osobní kontakty s Franzem Kafkou a Maxem Brodem. Scházeli se v Praze v Café Arco, kam chodíval také Ernst Polák, manžel Mileny Jesenské.
V letech 1911–1912, ještě jako student práv, byl společně s Norbertem Eislerem redaktorem časopisu Herder-Blätter, který vydával práce začínajících autorů. Časopis publikoval i několik jeho esejí. V roce 1913 odešel do Lipska a stal se lektorem ve vydavatelství Kurta Wolffa. Po první světové válce odešel Haas do Berlína, kde pracoval jako redaktor, scenárista a filmový i divadelní kritik. Zde se oženil s Jarmilou Haasovou-Nečasovou, ale manželství dlouho nevydrželo. Společně s Ernstem Rowohltem založil v roce 1925 týdeník Die Literarische Welt.

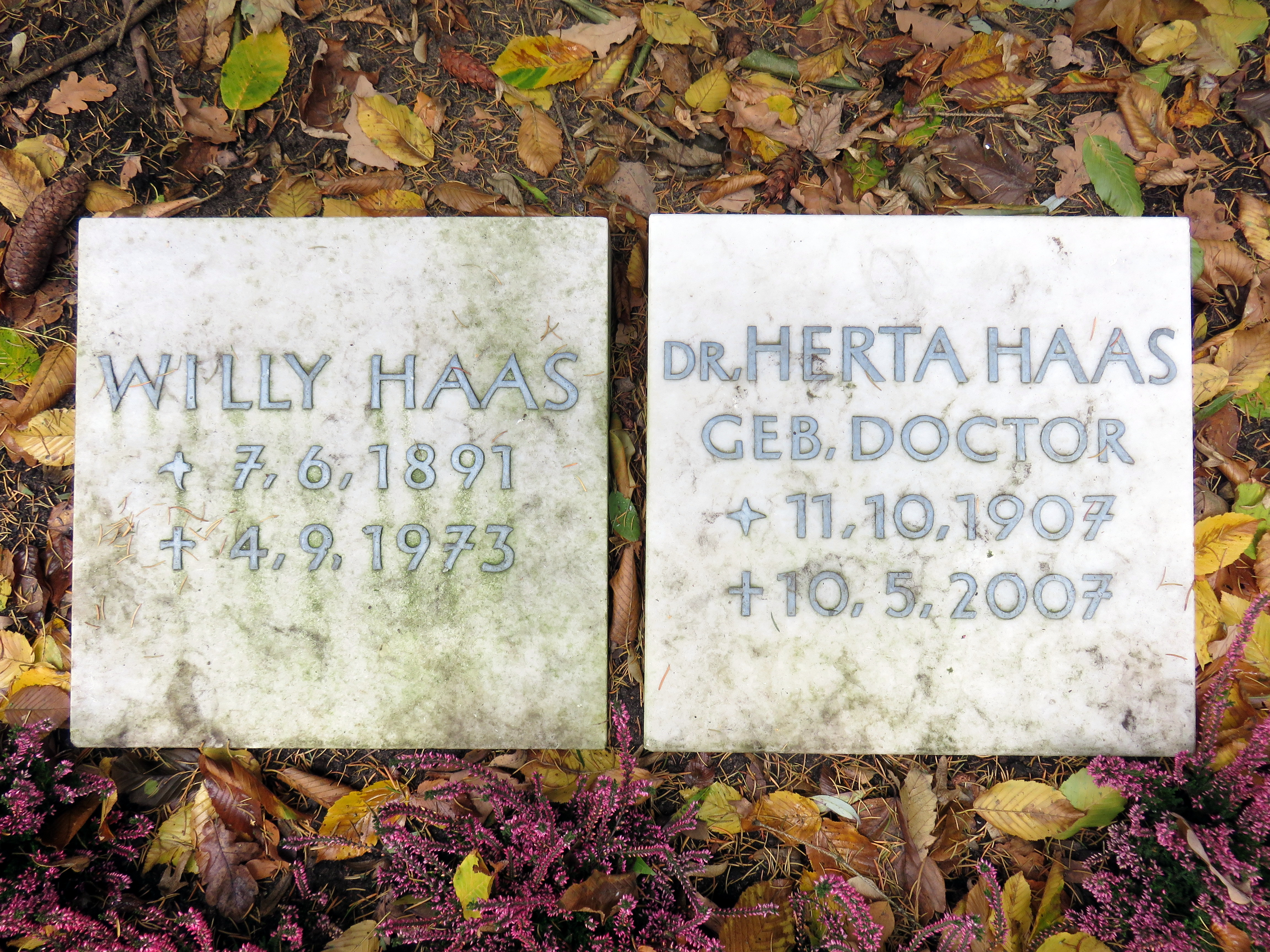
Hrob Willy Haase a Herty Haas, hřbitov v Ohlsdorfu

Když byl v roce 1933 opakovaně prohledáván jeho byt v Berlíně, vrátil se do Prahy. Zde pracoval jako redaktor novin. Literární magazín Welt im Wort (Svět ve slově), založený Haasem v Praze, z finančních důvodů brzy skončil. Po německé okupaci Prahy v roce 1939 emigroval nejprve do Itálie a odtud do Indie, kde pracoval jako scenárista alespoň dvou indických filmů Mohana Bhavnaniho. Vydělával si též jako cenzor pro britskou armádu v Indii. Po skončení války se přesunul do Londýna a v roce 1948 se vrátil do Německa do Hamburku. Tam psal pro několik časopisů a novin, např. Die Welt a Welt am Sonntag.
Haas byl třikrát ženatý: v letech 1919-1921 s překladatelkou Jarmilou Ambrozovou, od roku 1924 do roku 1936 s Hannou Waldeckovou (která mu v roce 1925 porodila syna) a od roku 1947 s Hertou Doctor. Willy Haas a jeho manželka Herta jsou pohřbeni v Ohlsdorfském hřbitově v Hamburku.

## Vybraná filmografie
- 1922: Der Kampf ums Ich
- 1922: Der brennende Acker
- 1923: Im Namen des Königs
- 1924: Der geheime Agent
- 1924: Dr. Wislizenus
- 1925: Das Mädchen mit der Protektion
- 1925: Die freudlose Gasse
- 1926: Man spielt nicht mit der Liebe
- 1926: Die Brüder Schellenberg
- 1927: Das tanzende Wien
- 1927: Die Weber
- 1928: Heut tanzt Mariett
- 1928: Der Biberpelz
- 1928: Du sollst nicht ehebrechen!
- 1929: Napoleon auf St. Helena
- 1930: Der Galgentoni / Erlebnis einer Nacht (Tonka Sibenice)
- 1933: L'amour qu'il faut aux femmes
- 1933: Wege zur guten Ehe (nach van de Velde)
- 1940: Jhoothi Sharm
- 1940: Prem Nagar